# 薩本河
61°04′51″N 80°13′25″E / 61.08083°N 80.22361°E
薩本河（俄语：Сабун），是俄羅斯的河流，位於該國中部漢特-曼西自治區，屬於瓦赫河的右支流，由薩爾姆薩本河和格盧博基薩本河匯流而成，河道全長328公里，流域面積15,700平方公里。